# 이재림 (야구 선수)
이재림(1995년 9월 16일 ~)은 넥센 히어로즈의 전 야구 선수다.

## LG 트윈스시절
2014년에 입단하였다.

## 출신 학교
- 영일초등학교
- 영남중학교
- 공주고등학교